# Alan Jeffrey Spencer
Alan Jeffrey Spencer est un égyptologue britannique qui travaille au British Museum depuis 1975 dans le Département d'Égypte antique et Soudan.
Ses premiers domaines d'intérêt comprennent la culture matérielle de l'époque archaïque, la Troisième Période intermédiaire et la Basse époque.
Ses derniers travaux au cours des dernières années ont été axés sur l'archéologie du delta du Nil avec des fouilles à Tell el-Balamun depuis 1991.
Il a précédemment fouillé à El-Ashmunein en Moyenne-Égypte entre 1980 et 1990.

## Affiliations
- Membre de l'Egypt Exploration Society
- Membre du Comité exécutif de l'Egypt Exploration Society
- Membre de l'Institut archéologique allemand
- Membre de l'Association internationale des égyptologues

## Publications
- Brick Architecture in Ancient Egypt, Aris & Phillips, 1979 (ISBN 978-0-85668-128-8) ;
- Excavations at Tell el-Balamun : 1991-1994, British Museum Press, London, janvier 1996 ;
- Aspects of Early Egypt, British Museum Press, London, 1996 ;
- Avec Donald Michael Bailey, Excavations at el-Ashmunein, P. 5 : Pottery, lamps and glass of the late Roman and early Arab periods, British Museum Publications, London, 1998 ;
- Excavations at Tell el-Balamun : 1995-1998, British Museum Press, London, novembre 1999 ;
- L'exploration de Tell Belim, 1999-2002, p. 37-51, JEA 88, 2002 ;;
- Les fouilles de Tell El-Balamun, 1999-2001, British Museum Press, Londres, 2003 ;
- « Main Street, Diospolis Parva », dans Crummy N. (ed.), Image, de l'artisanat et le monde classique. Essays in Honour of Donald Bailey and Catherine Johns (Monogr. Instrumentum 29), (Montagnac 2005), p. 233-41 ;
- « L'exploration de Tell Belim, 1999-2002 », The Journal of Egyptian Archaeology, no 88, 2002, p. 37-51 ;
- « Geophysical enquête à Tell el-Balamun », avec T. Herbich, L'archéologie égyptienne, n° 29, automne 2006, p. 16-19 ;
- « Le Temple de Nekhtnebef subsidiaire à Tell el-Balamun », BMSAES, no 4, 2004, p. 21-38 ;
- Avec T.Herbich, Geophysical enquête à Tell el-Balamun, p. 16-19, L'archéologie égyptienne 29, octobre 2006 ;
- Excavations at Tell el-Balamun : 2003-2008, British Museum Press, London, 2009.